# Urziceni (Satu Mare)
Urziceni es una comuna ubicada en el distrito de Satu Mare, Rumania.

## Superficie
Posee una superficie de 32,30 kilómetros cuadrados.

## Demografía
Hasta 2021 la población era de 1407 habitantes, con una densidad de población de 43,56 habitantes por kilómetro cuadrado.